# Szongdong-ku
Szongdong-ku (hangul: 성동구, handzsa:  城東區, RR: Seongdong-gu) Szöul 25 kerületének egyike. Nevének jelentése: „az erődtől keletre”, mely Szöul egykori erődfalára utal.

## Tongok(Dongok)
- Hengdangdzse 1-dong (행당제1동, 杏堂第1洞, Haengdangje 1-dong)
- Hengdangdzse 2-dong (행당제2동, 杏堂第2洞, Haengdangje 2-dong)
- Jongdang-tong (용답동, 龍踏洞, Yeongdang-dong)
- Kumho-1ka-tong (금호1가동, 金湖1街洞, Geumho-1ga-dong)
- Kumho-4ka-tong (금호4가동, 金湖4街洞, Geumho-4ga-dong)
- Kumho 2,3-kadong (금호2.3가동, 金湖2.3街洞, Geumho 2,3-gadong)
- Madzsang-tong (마장동, 馬場洞, Majang-dong)
- Okszu-tong (옥수동, 玉水洞, Oksu-dong)
- Szagun-tong (사근동, 沙斤洞, Sageun-dong)
- Szongszu-1kadzse-1-tong (성수1가제1동, 聖水1街第1洞, Seongsu-1gaje-1dong)
- szongszu-1kadzse-2tong (성수1가제2동, 聖水1街第2洞, Seongsu-1gaje-2dong)
- Szongszu-2kadzse-1tong (성수2가제1동, 聖水2街第1洞, Seongsu-2gaje-1dong)
- Szongszu-2kadzse-3tong (성수2가제3동, 聖水2街第3洞, Seongsu-2gaje-3dong)
- Szongdzsong-tong (송정동, 松亭洞, Songjeong-dong)
- Ungbong-tong (응봉동, 鷹峰洞, Eungbong-dong)
- Vangsimni 2-tong (왕십리제2동, 往十里第2洞, Wangsimni 2-dong)
- Vangsimnidoszon-tong (왕십리도선동, 往十里道詵洞, Wangsimnidoseon-dong)